# Paul Guilhaume
Paul Guilhaume est un chef opérateur français. 
En 2025, il est nommé à l'Oscar de la meilleure photographie et remporte le César de la meilleure photographie pour Emilia Pérez.

## Biographie
Paul Guilhaume grandit dans le 18e arrondissement de Paris. Sa mère, Corinne Mercadier, est professeur d’Art plastique et photographe. 
Après un baccalauréat scientifique, une prépa littéraire et une licence de philosophie et de cinéma à la Sorbonne, il entre dans la promotion 2014 de la FEMIS, dans le département image. Lors de sa troisième année, il part en stage à Los Angeles dans les locaux de Panavision, voyage qui l'a inspiré pour son film de fin d'études, One in a million (2013), lui vaudra un prix au festival suisse Visions du Réel à Nyon en 2015. 

## Filmographie

### Comme directeur de la photographie

#### Longs métrages de fiction
- 2017 : Ava de Léa Mysius
- 2018 : Joueurs de Marie Monge
- 2019 : Les héros ne meurent jamais d'Aude Léa Rapin
- 2021 : Les Olympiades de Jacques Audiard
- 2022 : Les Cinq diables de Léa Mysius
- 2024 : Emilia Pérez de Jacques Audiard
- 2025 : Une affaire d'Arnaud Desplechin

Longs métrages documentaires
- 2016 : Les Vies de Thérèse de Sébastien Lifshitz
- 2019 : Adolescentes de Sébastien Lifshitz
- 2020 : Petite fille de Sébastien Lifshitz
- 2022 : Casa Susanna de Sébastien Lifshitz
- 2022 : Paradis (Paradise) d'Alexander Abaturov

#### Courts métrages
- 2013 : Sand de Rémi Bigot
- 2014 : One in a Million de lui-même
- 2014 : Juillet électrique de Rémi Bigot
- 2014 : Kynaïd de Marion Papinot
- 2014 : Ada et ses amis d'Antonin Desse
- 2015 : Grands soleils de Maxence Dussère
- 2016 : L'Île jaune de Léa Mysius
- 2016 : Manodopero de Loukianos Moshonas
- 2016 : Après les cendres d'Eduardo Sosa Soria
- 2017 : Gros chagrin de Céline Devaux
- 2017 : Ce qui nous tient de Yann Chemin
- 2018 : Gueule d'Isère d'Esther Mysius et Camille Rouaud
- 2019 : Plaisir fantôme de Morgan Simon
- 2019 : L’Aventure atomique de Loïc Barché
- 2021 : Blanc Ninja d'Esther Mysius et Camille Rouaud
- 2022 : Les Ardents d'Esther Mysius et Camille Rouaud
- 2024 : Généalogie de la violence de Mohamed Bourouissa

#### Clips
- 2020 : Gang d'Headie One et Fred Again, réalisé par Arnaud Bresson
- 2021 : Last Day on Earth de Beabadoobee, réalisé par Arnaud Bresson
- 2022 : Heaven and Hell de Kanye West, réalisé par Arnaud Bresson

#### Séries télévisées
- 2020 : Le Bureau des légendes, saison 5, épisodes 9 et 10 réalisés par Jacques Audiard

### Comme réalisateur
- 2014 : One in a Million
- 2016 : L’Île jaune avec Léa Mysius

## Distinctions

### Récompenses
- Visions du Réel 2015 : Meilleur film pour One in a million
- Festival Premiers Plans d’Angers 2016 : Grand Prix du Jury pour L'Île jaune
- Festival de Stockholm 2017 : Prix de la Meilleure photographie pour Ava
- Prix AFC
  - 2024 : Meilleure photographie pour un documentaire pour Paradis
  - 2025 : Meilleure photographie pour un long métrage de fiction pour Emilia Pérez
- Camerimage 2024 : Grenouille de Bronze pour Emilia Perez
- César 2025 : meilleure photographie pour Emilia Pérez

### Nominations
- César de la meilleure photographie : 
  - César 2021 pour Adolescentes (avec Antoine Parouty)
  - César 2022 pour Les Olympiades
- BAFTA 2025 : meilleure photographie pour Emilia Pérez
- Oscars 2025 : meilleure photographie pour Emilia Pérez